# Odsetki budżetowe
Odsetki budżetowe, odsetki od zaległości budżetowych nazywane również odsetkami podatkowymi lub odsetkami za zwłokę od zaległości podatkowych – odsetki pobierane od wszystkich podatków i innych należności budżetowych z tytułu ich nieterminowych wpłat. Stawki odsetek budżetowych ustalane i ogłaszane są przez Ministra Finansów w Monitorze Polskim. Stanowią 200 proc. podstawowej stopy oprocentowania kredytu lombardowego. Odsetki budżetowe zaliczane są w rachunkowości finansowej do kosztów finansowych. Nie stanowią kosztu uzyskania przychodów.

## Obliczanie odsetek
Odsetki budżetowe obliczane są według wzoru:
{\displaystyle {\frac {Kz\cdot L\cdot O}{365}}=On=Opz,}
gdzie:
- {\displaystyle Kz} – kwota zaległości,
- {\displaystyle L} – liczba dni zwłoki liczona od dnia następującego po terminie płatności do dnia zapłaty włącznie,
- {\displaystyle O} – stawka odsetek za zwłokę w stosunku rocznym,
- {\displaystyle On} – kwota odsetek,
- {\displaystyle Opz} – kwota odsetek po zaokrągleniu.

W przypadku obliczania odsetek za okres, w którym nastąpiła zmiana ich wysokości należy obliczyć odsetki do dnia zmiany, używając dotychczasowej wysokości, a od dnia następnego – z uwzględnieniem nowej wartości.

## Zaokrąglenia
Kwotę obliczonych odsetek zaokrągla się do pełnych złotych w ten sposób, że końcówki kwot wynoszące mniej niż 50 groszy pomija się, a końcówki kwot wynoszące 50 i więcej groszy podwyższa się do pełnych złotych.
Przykład:
Kwota zaległości podatkowej wynosi 150 zł, termin wpłaty upłynął 30 kwietnia 2007, wpłaty podatku dokonano 30 czerwca 2007. Obliczenie odsetek obejmuje okres od 1 maja do 27 czerwca 2007 (zmiana wysokości odsetek) według stawki 11,5% i od 28 czerwca do 30 czerwca 2007 według stawki 12%:
{\displaystyle {\frac {150\cdot 58\cdot 11{,}5\%}{365}}+{\frac {150\cdot 3\cdot 12\%}{365}}=2{,}74+0{,}15=2{,}89.}
Po zaokrągleniu kwota odsetek wynosi 3 zł.

### Odsetki minimalne
Zgodnie z art. 54 § 1 pkt 5 Ordynacji podatkowej odsetek za zwłokę nie nalicza się, jeżeli wysokość odsetek nie przekraczałaby trzykrotności wartości opłaty dodatkowej pobieranej przez Pocztę Polską za polecenie przesyłki listowej.

### Wysokość odsetek
Wysokość odsetek od zaległości budżetowych w poszczególnych okresach od 1 marca 2006 wyrażona w procentach w stosunku rocznym (podstawa prawna: Obwieszczenie Ministra Finansów w sprawie stawki odsetek za zwłokę od zaległości podatkowych oraz obniżonej stawki odsetek za zwłokę od zaległości podatkowych):
| Okres obowiązywania                      | Odsetki w % | Data obwieszczenia                                | Akt prawny               |
| ---------------------------------------- | ----------- | ------------------------------------------------- | ------------------------ |
|                                          | 13,5        | 9 maja 2025                                       | M.P. z 2025 r. poz. 457  |
| 12 października 2023                     | 14,5        | 10 października 2023                              | M.P. z 2023 r. poz. 1101 |
| 15 września 2023                         | 15,0        | 14 września 2023                                  | M.P. z 2023 r. poz. 1017 |
| 20 września 2022                         | 16,5        | 16 września 2022                                  | M.P. z 2022 r. poz. 905  |
| 11 lipca 2022                            | 16,0        | 8 lipca 2022                                      | M.P. z 2022 r. poz. 679  |
| 15 czerwca 2022                          | 15,0        | 14 czerwca 2022                                   | M.P. z 2022 r. poz. 607  |
| 11 maja 2022                             | 13,5        | 10 maja 2022                                      | M.P. z 2022 r. poz. 468  |
| od 12 kwietnia 2022                      | 12,0        | 8 kwietnia 2022                                   | M.P. z 2022 r. poz. 398  |
| od 11 marca 2022                         | 10,0        | 10 marca 2022                                     | M.P. z 2022 r. poz. 339  |
| od 14 lutego 2022                        | 8,5         | 10 lutego 2022                                    | M.P. z 2022 r. poz. 220  |
| od 8 stycznia 2016                       | 8           | 4 stycznia 2016                                   | M.P. z 2016 r. poz. 20   |
| od 9 października 2014                   | 8           | 10 października 2014                              | M.P. z 2014 r. poz. 905  |
| od 4 lipca 2013                          | 10          | 9 lipca 2013                                      | M.P. z 2013 r. poz. 596  |
| od 6 czerwca 2013                        | 10,5        | 11 czerwca 2013                                   | M.P. z 2013 r. poz. 537  |
| od 9 maja 2013                           | 11          | 14 maja 2013                                      | M.P. z 2013 r. poz. 442  |
| od 7 marca 2013                          | 11,5        | 12 marca 2013                                     | M.P. z 2013 r. poz. 163  |
| od 7 lutego 2013 do 6 marca 2013         | 12,5        | 11 lutego 2013                                    | M.P. z 2013 r. poz. 90   |
| od 10 stycznia 2013 do 6 lutego 2013     | 13          | 11 stycznia 2013                                  |                          |
| od 6 grudnia 2012 do 9 stycznia 2013     | 13,5        | 12 grudnia 2012                                   |                          |
| od 8 listopada 2012 do 5 grudnia 2012    | 14          | 13 listopada 2012                                 |                          |
| od 10 maja 2012 do 7 listopada 2012      | 14,5        | 21 maja 2012                                      | M.P. z 2012 r. poz. 319  |
| od 9 czerwca 2011 do 9 maja 2012         | 14          | 10 czerwca 2011                                   |                          |
| od 12 maja 2011 do 8 czerwca 2011        | 13,5        | 18 maja 2011                                      |                          |
| od 6 kwietnia 2011 do 11 maja 2011       | 13          | 18 kwietnia 2011                                  |                          |
| od 20 stycznia 2011 do 5 kwietnia 2011   | 12,5        | 21 stycznia 2011                                  |                          |
| od 9 listopada 2010 do 19 stycznia 2011  | 12          | 4 listopada 2010                                  |                          |
| od 25 czerwca 2009 do 8 listopada 2010   | 10          | 29 czerwca 2009                                   |                          |
| od 26 marca 2009 do 24 czerwca 2009      | 10,5        | 30 marca 2009                                     |                          |
| od 26 lutego 2009 do 25 marca 2009       | 11,5        | 6 marca 2009                                      |                          |
| od 28 stycznia 2009 do 25 lutego 2009    | 11,5        | 27 stycznia 2009                                  |                          |
| od 24 grudnia 2008 do 27 stycznia 2009   | 13          | 30 grudnia 2008                                   |                          |
| od 27 listopada 2008 do 23 grudnia 2008  | 14,5        | 28 listopada 2008                                 |                          |
| od 26 czerwca 2008 do 26 listopada 2008  | 15          | 27 czerwca 2008                                   |                          |
| od 27 marca 2008 do 25 czerwca 2008      | 14,5        | 27 marca 2008                                     |                          |
| od 28 lutego 2008 do 26 marca 2008       | 14,0        | 29 lutego 2008                                    |                          |
| od 31 stycznia 2008 do 27 lutego 2008    | 13,5        | 7 lutego 2008                                     |                          |
| od 29 listopada 2007 do 30 stycznia 2008 | 13,0        | 5 grudnia 2007 (M.P. z 2007 r. nr 92, poz. 1009)  |                          |
| od 30 sierpnia 2007 do 28 listopada 2007 | 12,5        | 30 sierpnia 2007                                  |                          |
| od 28 czerwca 2007 do 29 sierpnia 2007   | 12,0        | 28 czerwca 2007                                   |                          |
| od 26 kwietnia 2007 do 27 czerwca 2007   | 11,5        | 26 kwietnia 2007 (M.P. z 2007 r. nr 30, poz. 332) |                          |
| od 1 marca 2006 do 25 kwietnia 2007      | 11,0        | 1 marca 2006                                      |                          |